# حاعنخس
| HA | anx | s |

| HA | anx | s |

حاعنخس (انگلیسی: Haankhes؛ ‏مصری باستان: ḥ3-ˁnḫ=s؛ معنای تحت‌اللفظی: «باشد که زندگی کند») یک ملکه همسر در مصر باستان در دوره دوم میانی بود.

## شواهد موجود
او تنها از روی سنگ‌نوشته‌ای متعلق به پسرش، شاهزاده آمِنی شناخته شده است.
این سنگ یادبود در قفط پیدا شده، ولی ممکن است در اصل از دندره آمده باشد.
نیمی از آن اکنون در موزه مصرشناسی پتری در لندن نگهداری می‌شود و نیمه‌ی دیگر در موزه پوشکین در روسیه است.
آمنی با شاهدخت سوبک‌امساف دختر سوبک‌امساف یکم و نوبِمحَت ازدواج کرد.
تنها لقب شناخته‌شدۀ او «همسر پادشاه» (ḥmt-nỉswt) است.